# 창원 순흥안씨 동안 관련 자료
창원 순흥안씨 동안 관련 자료(昌原 順興安氏 洞案 關聯 資料)는 대한민국 경상남도 창원시에 있는 동안 관련 자료이다.
2009년 12월 3일 경상남도의 유형문화재 제491호 창원사림동순흥안씨소장 동안관련자료로 지정되었다가, 2018년 12월 20일 현재의 명칭으로 변경되었다.

## 개요

### 洞案과 序文
鄕約이 전 고을 차원에서 이루어지지 않고 고을 내 일부 지역에 국한해서 실시될 때 이를 洞約이나 洞契라고 한다. 이러한 조직활동에 참여하는 자의 명단(座目)과 이와 관련된 규정(完議, 條目 등)이나 내력 등이 적혀 있는 장부가 洞案이다.
10책이나 남아 있는 동안(또는 동계안)이 실시된 구역의 범위는 명확하지 않다. 당시의 행정구역을 기초로 추정해 보면, 적어도 자료가 소장되어 있는 退村里의 범위를 넘어 이를 비롯해 知歸里·鳳林里·盤松里 등 4동을 포괄하고 있던 南面 道上一運 일대에 이 동안이 시행되었던 것으로 보인다.(ꡔ慶尙道邑誌ꡕ ｢昌原府邑誌｣ 坊里조에 의하면 창원의 面은 府內面 一運·二運, 東面 일운·이운·삼운, 北面 일운·이운·삼운, 西面 일운·이운·삼운, 南面 道下 일운·이운, 南面 道上 일운·이운·삼운 등 16개 지역으로 구분되어 있었다.)
이 동안은 원래 11책이 있었던 것으로 보인다. 가장 먼저 만들어진 洞案 제1권은 현재 사라지고 없지만, 시작 시기는 天啓3년(1623)일 것으로 보인다.(ꡔ洞契案ꡕ(제11권) 序文(安斗玉): 粵自龍蛇島夷之變後 名分紊亂 紀綱頹圮 村村無非墑埴之衢 人人皆是洪荒之民也 惟我八代祖護軍公(諱明甲) 以氓俗之蚩蚩爲己憂 輿各家父老 推心爛誼 以立紀綱正風俗之意 仍作是稧 乃有明天啓三年(1623, 癸亥)閏五月也 契憲周密 規模宏遠 其後賢君子繼繼承承 至于今三百年之久 猗歟休哉---第觀其案冊 則自初卷 至于十卷) 동안 제7권은 2책이 존재하는 것처럼 보인다. 그러나 이중 하나(0091)는 동안 제9권에 해당된다. 새로 장책하면서 표지에 7권으로 잘못 기재한 것 같다. 권수가 표지에 적혀 있지 않은 동안도 마모된 표지를 새로 교체하면서 권수 기재를 빠뜨린 것으로 보인다.
이 동안은 양반층과 비양반층(중인·상민 포함)을 함께 입록하고 있는 점이 주목된다. 1682년의 동안에서 上契(유학이나 實職지낸 인물), 中契(業武), 下契(일반양인 출신?)로 나누어 별도로 기재하거나, 1697년의 동안에서 앞부분은 전형적인 양반만 시기별로 기재하고 후반부에는 비양반층의 인물들을 시기별로 기록하고 있기도 하지만, 나머지 시기에는 시기마다 일관되게 같이 기록하고 있다. 洞稧完議를 보면 여기에서도 변화가 엿보인다. 향약의 벌칙 조항은 시기의 변화와 관계없이 일관되게 기록되고 있지만, 점차 婚喪 부조가 중점적으로 부각되고 강화되고 있는 점이 특이하다.
마지막으로 ꡔ序文ꡕ은 언뜻 보면 앞뒤 표지가 사라져버린 독자적 자료인 것처럼 보이지만, 그 내용을 보면 원래 동안 제9권의 서두에 배치되어 있다가 분리된 것 같다. 따라서 이것은 동안 제9권에 포함되어야 한다.
동안과 서문에 담긴 내용과 좌목 입록 시기를 보면 다음과 같다.
- 洞案(제2권: 0085): ‘洞中座目’만 있음(崇禎 9년(1636), 壬午(1642), 癸未(1643))
- 洞案(제3권: 0086): 좌목만 있음(戊子(1648), 甲午(1654), 己亥(1659))
- 洞案(0094): 洞中完議(향약 조항, 婚喪 부조가 중심), 좌목(丁未(1667), 癸丑(1673), 丁巳(1677), 辛酉(1681)): 제4권에 해당
- 洞案(0093): 洞稧完議(遮日·地衣·方席 등 공동 기물이 새로 등장, 이에 대한 관리문제가 부각), 좌목이 上契·中契·下契로 나누어짐(壬戌(1682)), 丙寅(1686)): 제5권에 해당
- 洞契(제6권: 0087): 洞契完議(이전의 것과 비슷), 좌목(전반부(양반):丁丑(1697), 戊子(1708), 辛卯(1711), 壬辰(1712)). 후반부: 丁丑(1697), 戊子(1708), 壬辰(1712), 戊辰(1748), 丁丑(1757), 癸未(1763))
- 洞案(제7권: 0088): 좌목만 있음(癸卯(1723), 甲辰(1724), 기유(1729), 庚戌(1730), 辛亥(1731), 壬子(1732), 甲寅(1734), 乙卯(1735), 己未(1739), 庚申(1740))
- 洞案(제8권: 0089): 좌목(丁卯(1747), 己巳(1749), 乙亥(1755), 己卯(1759), 壬午(1762), 丙戌(1766), 丁亥(1767), 辛卯(1771), 癸巳(1773), 丁酉(1777), 戊戌(1778), 庚子(1780), 辛丑(1781), 甲辰(1784), 丙午(1786), 丁未(1787), 庚戌(1790), 丁巳(1797), 무오(1798), 己未(1799), 壬戌(1802), 갑자(1804), 丙寅(1806))
- 洞案(제7권: 0091): 좌목(丁卯(1807), 戊辰(1808), 己巳(1809), 庚午(1810), 壬申(1812), 癸酉(1813), 丁丑(1817), 己卯(1819), 乙酉(1825), 丙戌(1826)): 제9권에 해당됨
- 洞案(제10권: 0090): 序文(辛卯(1831), 좌목(辛卯, 辛丑(1841), 癸卯(1843), 丁未(1847))
- 洞契案(제11권: 0092): 序文(1870, 安斗玉), 좌목(경오(1870))
- 序文(0096): 丁卯(1807)년 鄭桓이 찬한 것. 원래 동안 제9권의 서두에 배치되어 있다가 분리된 것 같음(惟我洞稧 自天啓三年 至于嘉慶十二年(1807) 如是久遠之間 遵守勿失 傳之雲仍 豈不盛且猗歟)

### 퇴촌동계
退村洞稧(0095)는 退村洞稧序, 完議文, 節目, 座目, 小記, 洞請助記, 小記, 獻畓記 등이 수록되어 있다. 退村洞稧序는 甲子(1804)년 수령 成鼎鎭이 지은 것으로, 퇴촌동계의 시행을 격려하는 내용을 담고 있다. 完議文은 관의 허가를 얻어 洞規를 실시하게 된 내력을 쓰고 있고, 節目은 향약조목 내용과 비슷하지만, 이외에 浪酒雜技者 금단, 春秋燒木 및 洞中各條例下 등 잡역 처리문제가 상당히 강조되고 있는 것이 특징이다.
小記는 본동 잡역의 煩重에 대응해 1735년부터 계를 조직하고 곡식을 모아 이식을 불려 그 이식으로 잡역에 응해왔던 내력을 적은 것으로 1804년 鄭桓이 작성한 것이다. 제목이 없이 쓰여져 있어 편의상 ‘소기’로 처리하였다. 洞請助記도 1811년 鄭桓이 작성한 것으로서, 1805년 金潤五·朴鳳瑞 等 일부 인사들의 출연과 이식활동으로 많은 기금을 확보하고, 일부는 동내 집물들을 구입하고 일부는 書齋에 헌납하여 훈장에 대한 접대비로 사용하게 한 공로를 칭송하고 있다. 또 다른 小記는 1816년 轝家重修에 할당된 기금으로 중수한 내력을 기록하고 있는데, 찬자가 ‘79세 翁’으로 표시되어 있는 것으로 보아 이것도 정환이 쓴 것으로 추측된다. 獻畓記도 1814년 鄭桓이 작성한 것으로, 金德化 등 일부 인사들이 토지를 동내에 기부, 동내의 비용에 충당할 수 있도록 한 것을 칭송하고 있다.
여기에 수록되어 있는 좌목은 작성된 시기가 기록되어 있지 않지만, 앞뒤 문서 배열로 보아 1804년의 것으로 보인다. 그런데 이 좌목에 수록된 인물과 동안(제8권)의 甲子座目(1804)에 수록된 인물을 비교해 보면, 같은 인물도 일부 있지만 대부분 서로 다른 인물들이다. 특히 순흥안씨와 함께 동안을 주도하던 交河盧씨는 퇴촌동계에는 전혀 나타나지 않는다. 따라서 퇴촌동계는 퇴촌동에만 국한해서 실시되고, 동안은 좀더 너른 범위 즉 남면의 道上 또는 道上一運에서 실시된 것으로 추측된다. 즉 양자의 시행 주체나 성격이 달랐다는 것이다.

### 香約案
1706년 安수(忄遂) 등이 장례 때 마을 주민들의 비용을 덜기 위해 별도로 계를 조직하여 이때 사용되는 柳牆과 助物을 구입하고 이를 사용하는 규정을 만들었는데, 이에 참여한 인물들의 名案이 香約案이다.(ꡔ香約稧案ꡕ(0098) 稧案改修文: 粵在我肅廟丙戌(1706)間 內從祖安公수(忄遂) 慨惜無香約之規 與人作契 給重價買柳牆 給助物以安曆 而成節目完事) 그런데 현재는 처음에 만들어진 향약안은 존재하지 않고 1760년 이후의 것만 존재한다.
稧案改修文에 의하면 시간이 흐르면서 이 규정이 해이해지자 새롭게 규정을 만들게 되는데, 葬禮와 관련된 계원의 참여문제, 공동기물 관리 문제 등이 주로 논의되고 있다.
그런데 香約案과 동안(제8권)의 丙戌座目(1766)을 비교해 보면, 같은 인물이 있기는 하지만 서로 다른 인물들이 다수를 차지한다. 특히 교하노씨는 전혀 수록되지 않고 있는 것으로 보아, 이것도 퇴촌동에만 실시된 것으로 보아야 할 것이다. 각 시기 향약안의 수록내용을 보면 다음과 같다.
- 香約案(0082): 좌목만 있음(庚辰(1760), 辛巳(1761))
- 香約案(0084): 좌목만 있음(丙戌(1766))
- 香約稧案(0098): 稧案改修文(甲子(1804) 鄭桓), 條目, 좌목(甲子)
- 香約稧案(0099): 稧案改修文(乙未(1835) 安守懿), 條目, 좌목(乙未, 戊午(1858))

### 기타
- 檜山鄕約稧案(0097): 1871년에 작성된 향약계안으로서, 鄕約稧序, 鄕約條目, 鄕約稧案(座目에 해당)이 수록되어 있다. 그런데 수령 尹錫五가 직접 서문을 찬술하였고, 임원 조직(都契長, 副契長, 各面 契長 등)도 전 고을에 걸쳐 있으며, 좌목에 부사가 都契長으로 입록되어 있는 점으로 보아, 수령이 주도적으로 전 고을 차원에서 향약을 시행했던 것 같다. 서문이나 조목에 異端 排斥의 수단으로 향약의 유용성을 강조하고 있는 것으로 보아 辛未洋擾 이후 유교적 통치이념의 강화를 지향하고 있는 모습이 잘 드러난다고 할 수 있다.
- 南面補民庫節目(0083): 1835년 수령 許棨가 작성해 내린 것으로서, 序文(許棨, 1835), 節目 등이 수록되어 있다. 竹石 徐榮輔(1759-1816)가 창원부사 재임 때 民瘼을 줄이기 위해 月廩 일부를 출연하여 설치했던 社庫의 기능이 지속적으로 유지될 수 있도록 규정을 변화, 강화한 것이다.
- 完文(0010): 1870년 社首 安斗喆이 작성한 것으로서, 완문, 約條 등이 수록되어 있다. 1867년 이후 전국에 社倉制가 실시되었는데, 1868년 해당 면(남면 또는 남면 道上一運?) 社首로 선출된 安斗喆이 자신에게 할당된 社首色落錢을 각 동에 분급하여 이식을 불려 사창 수리비용과 주민들의 민막 해결에 보태쓰도록 조목을 만들어 이행할 것을 촉구한 것이다.

## 조사자 의견
조사대상이 된 것은 洞案 10책, 退村洞稧 1책, 香約案 4책, 序文 1책, 檜山鄕約稧案 1책, 南面補民庫節目 1책, 完文 1책 등 모두 19책이다. 이 자료를 소장하고 있는 순흥안씨는 원래 함안에서 거주하다가 호군 安明甲(1574-1651) 때 창원 퇴촌으로 이거하였다. 그의 부 茅軒 安慜(1539-1592, 杜陵祠에 제향)과 형 安信甲(1564-1597)은 임진왜란 때 의병활동을 하다가 순절하였기 때문에 인근인 창원으로 이거하였다고 해도 당당한 사족가문 출신으로 활동할 수 있었다. 동안 자료에 나타나듯이 안명갑은 天啓3년(1623) 처음 동계를 실시할 때 이를 주도했던 인물이다. 이 순흥안씨들이 퇴촌동에 세거하면서 점차 순흥안씨 집촌을 이루고 이 일대에 영향을 미쳤던 것으로 보인다.
이 자료들중 洞案 및 香約案은 초기 기록들이 사라져버려 아쉽기는 하지만, 남아 있는 것만 하더라도 1648년에서 1870년까지 320여년에 걸치는 시기의 상황을 담은 자료들이다. 이와 같이 장기간에 걸쳐 동안이 남아 있는 예는 경남지역에서는 의령과 남해의 동안 이외에는 거의 찾아볼 수 없다. 동안과 퇴촌동계, 향약안은 서로 다른 성격의 계 조직이 중복해서 존재하였던 모습도 보여준다. 또 양반, 비양반층의 입록의 변화 등 조선 후기 향촌사회의 변화를 연구하는 데 그동안 연구되지 못했던 사항을 새롭게 알려주는 부분도 적지 않게 있다고 생각된다.
이외에 회산향약계안, 남면보민고절목, 완문 등 성격이 다른 자료들도 있지만, 이 자료들도 위에 언급된 자료들과 전혀 관계가 없는 것은 아니다. 각 자료들간의 관계와 성격들에 대해서는 좀더 체계적인 연구에 맡겨져야 하겠지만, 우선 이 자료들을 일괄해서 경상남도 유형문화재로 지정하여 보호할 필요가 있을 것이다.

## 참고 문헌
- 창원 순흥안씨 동안 관련 자료 - 국가유산청 국가유산포털